# Juan Alonso
Juan Abelardo Alonso, zvaný Juanito Alonso (13. prosince 1927 Hondarribia – 8. září 1994 tamtéž) byl španělský fotbalový brankář.
Baskický rodák začínal v klubu CD Logroñés, během vojenské služby hrál za druholigový Racing de Ferrol a roku 1949 získal angažmá v Realu Madrid, od roku 1958 byl jeho kapitánem. Vyhrál v jeho dresu pět prvních ročníků Poháru mistrů evropských zemí v letech 1956 až 1960, získal také pět titulů mistra Španělska (1954, 1955, 1957, 1958 a 1961), dvakrát vyhrál Latinský pohár (1955 a 1957) a jednou Interkontinentální pohár (1960). Ve španělské reprezentaci odchytal dva zápasy, třikrát nastoupil za B-tým Španělska. V roce 1955 získal Cenu Ricarda Zamory pro brankáře s nejlepším gólovým průměrem v nejvyšší soutěži. Poté, co kvůli zranění vypadl ze základní sestavy, zakončil kariéru v rezervním mužstvu Real Madrid Castilla.
V Realu hrál jako obránce také jeho starší bratr Gabriel Alonso, účastník mistrovství světa ve fotbale 1950.